# Chrysolina confucii
Chrysolina confucii é uma espécie de artrópode pertencente à família Chrysomelidae.